# Trupparaddräkt

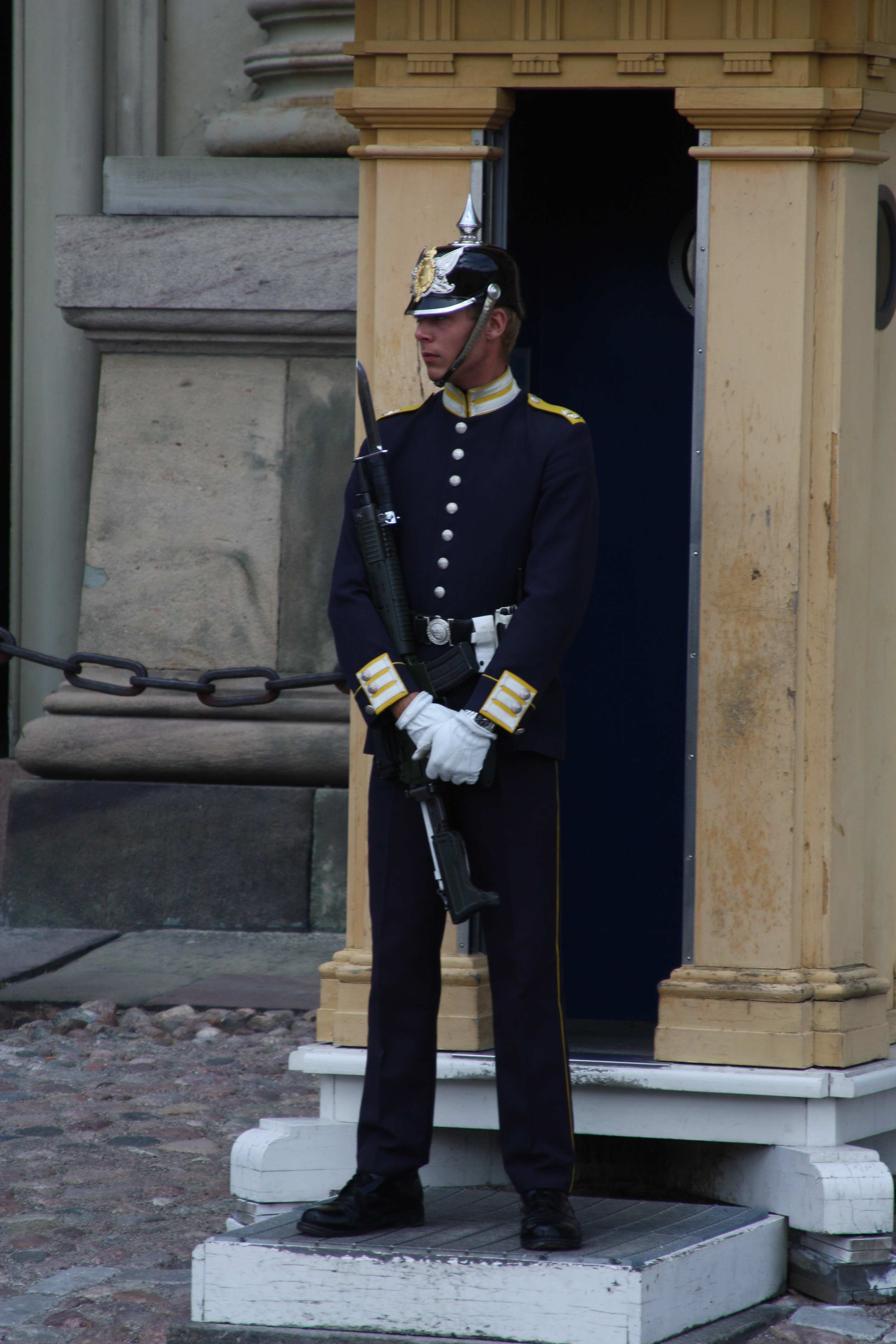
Soldat ur livgardets gardesbataljon iförd trupparaddräkt Modell äldre (Uniform m/1886)

Trupparaddräkt är en uniformsdräkt som i Sverige regleras genom Instruktion för försvarsmakten.

## Sverige

### Användning
Trupparaddräkt används som namnet antyder vid paradering i trupp och även vid högvakt samt vakttjänstgöring i speciella sammanhang.

### Uniformer
För närvarande bärs följande uniformer som trupparaddräkt i Sverige.
- Uniform m/1987 och vit utrustning m/1987 (Amfibiekåren, Flygvapnet och Armén utom Livgardet)
- Uniform m/1948 och vit utrustning m/1948 (Flottan och Amfibiekårens officerare)
- Modell äldre (Livgardet) f.d. Uniform m/1886 samt Uniform m/1895